# Nacionalisme savoià

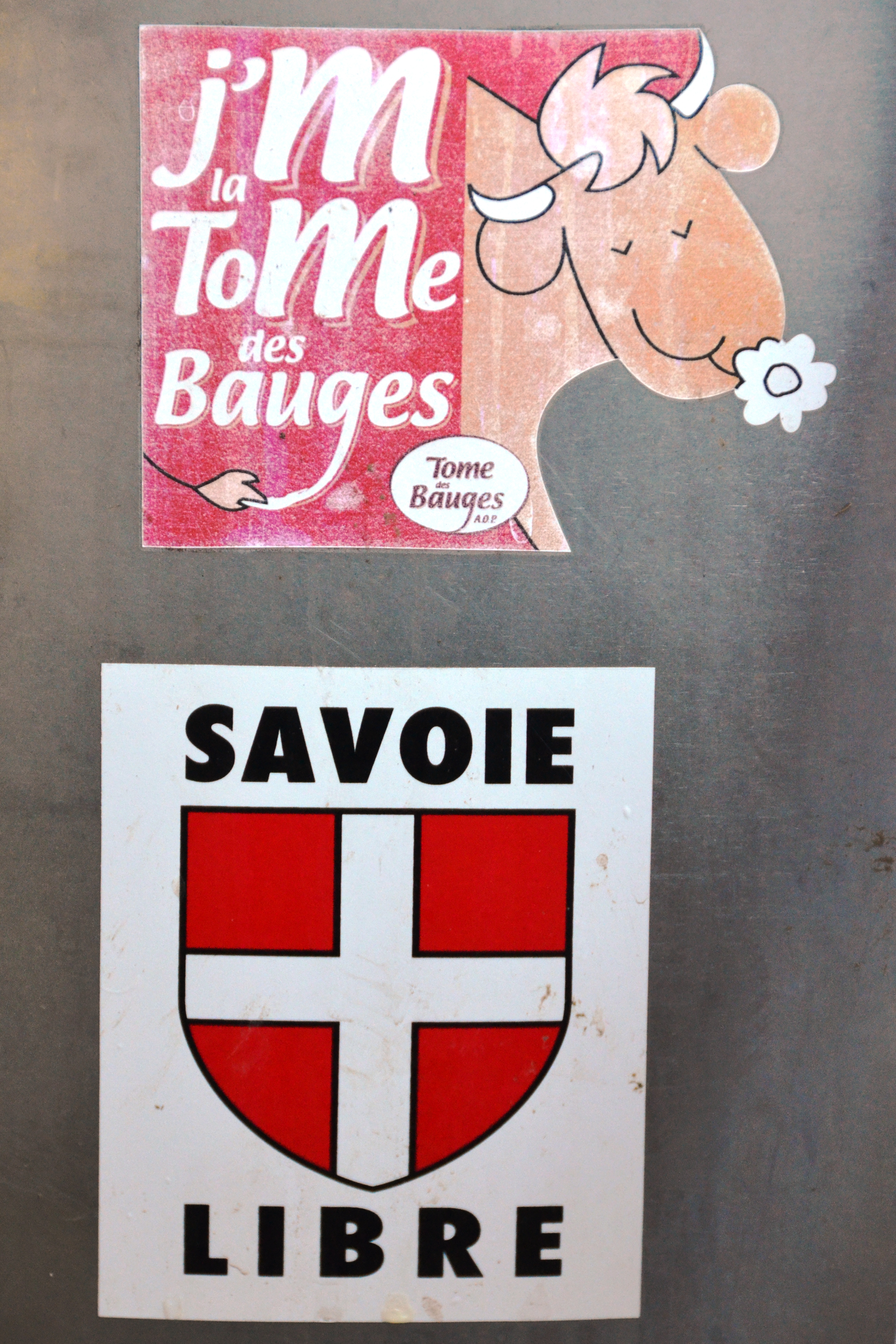
Savoie libre i tome des Bauges

El nacionalisme savoià està format per diversos moviments polítics i culturals adreçats al reconeixement de la diferència cultural de la regió de Savoia, ja sia amb una autonomia local o amb una administració política independent per al seu territori (que es correspon amb l'antic Ducat de Savoia), constituït actualment pels dos departaments francesos de Savoia i Alta Savoia.
El nacionalisme savoià va començar al segle xix com a resposta a la proposta d'unificació de la península italiana (Risorgimento) que va realitzar la Casa de Savoia, originària del ducat. Es va basar sobretot en l'idioma francès, parlat per les elits del nou Estat en un conjunt predominantment italià. El moviment va aconseguir el seu punt màxim durant els debats previs a l'annexió de Savoia a França, després del Tractat de Torí (1860), on els savoians es dividiren sobre el seu futur polític, entre mantenir-se a la Casa de Savoia, la unió amb França, la unió amb la veïna Suïssa, i poques vegades amb projectes d'independència del ducat.
Malgrat que aquestes reivindicacions varen gairebé desaparèixer durant el Segon Imperi Francès i en el marc republicà, es varen trobar amb un nou impuls en la dècada de 1960, poc després de les celebracions del centenari de l'annexió, amb un moment àlgid durant el debat sobre la regionalització de 1972.
El moviment nacionalista (o regionalista) savoià mai ha tingut un impacte electoral significatiu de l'annexió de Savoia a França o figures icòniques per encarnar, però es va trobar amb un nou impuls en el segon semestre de l'any 1990, amb l'aparició del primer moviment independentista visible anomenat «désannexionniste», que va posar al dia defensant el projecte regionalista. Es va dissoldre el 2012.